# Pseudosclerodomus pseudoreticulatus
Pseudosclerodomus pseudoreticulatus är en mossdjursart som först beskrevs av Jean-Loup d'Hondt och Schopf 1984.  Pseudosclerodomus pseudoreticulatus ingår i släktet Pseudosclerodomus och familjen Romancheinidae. Inga underarter finns listade i Catalogue of Life.